# LPGA Tour 1983
Navigation
Édition précédente Édition suivante
Le LPGA Tour 1983 est la trentième-quatrième édition du Ladies Professional Golf Association Tour (LPGA), circuit professionnel féminin de golf, qui se déroule du 27 janvier 1983 au 13 novembre 1983. Axé sur les États-Unis, le LPGA a entrepris la tenue de tournois hors du continent américain ces dernières saisons, ainsi cette saison voit des tournois programmés au Canada et au Japon. Cette trentième-quatrième édition de ce circuit permet de proposer un certain nombre de tournois professionnels destinés aux femmes en dehors des compétitions amateurs. La volonté de la professionnalisation des golfeuses leur permet désormais de gagner de l'argent en jouant au golf.
Cette saison comporte trente-trois tournois, soit deux de moins qu'en 1982, auxquels sont insérées des dotations financières en fonction du résultat de la golfeuse. Quatre de ces tournois sont considérés comme « tournoi majeur » - le Nabisco Dinah Shore nouvellement promu, le Championnat de la LPGA, le Classic Peter Jackson et l'Open américain - et sont considérés comme les plus prestigieux et difficiles à remporter.
L'Américaine Patty Sheehan est désignée « Joueuse de l'année de la LPGA » (« Player of the Year ») pour la première fois de sa carrière, mais c'est JoAnne Carnerqui gagne le classement des gains remporté avec des gains de 291 402 $ en remportant deux victoires mais aucun tournoi majeur. Les quatre tournois majeurs sont remportés par Amy Alcott (Nabisco Dinah Shore), Patty Sheehan (Championnat de la LPGA), Hollis Stacy (Classic Peter Jackson) et l'Australienne Jan Stephenson (Open américain). Enfin, le « Trophée Vare » récompensant la golfeuse ayant la moyenne de score la plus basse de la saison est remporté par JoAnne Carner pour la cinquième fois après 1974, 1975, 1981 et 1982.

## Histoire
Pour l'organisation de cette trentième-quatrième édition, la majorité des tournois se disputent aux États-Unis mais deux tournois sont programmés hors des États-Unis. Comme la saison précédente, le LPGA décide d'organiser des tournois hors des frontières des États-Unis avec la tenue de tournois programmés au Canada et au Japon. La majorité des joueuses sont des golfeuses principalement américaines professionnelles et amateures mais le LPGA intègre quelques années des golfeuses étrangères. Le calendrier établi fait débuter la saison par le Championnat Mazda de Deer Creek en Floride remporté par Pat Bradley. Au cours de cette saison, bien que la majorité des tournois ont été remportés par des golfeuses américaines professionnelles, de nombreuses golfeuses non-américaines remportent des tournois : l'Australienne Jan Stephenson, la Française Anne-Marie Palli et la Japonaise Ayako Okamoto.
L'Américaine Patty Sheehan est désignée « Joueuse de l'année de la LPGA » (« Player of the Year ») pour la première fois de sa carrière, mais c'est JoAnne Carnerqui gagne le classement des gains remporté avec des gains de 291 402 $ en remportant deux victoires mais aucun tournoi majeur. Les quatre tournois majeurs sont remportés par Amy Alcott (Nabisco Dinah Shore), Patty Sheehan (Championnat de la LPGA), Hollis Stacy (Classic Peter Jackson) et l'Australienne Jan Stephenson (Open américain).

## Participantes à la saison LPGA 1983
Les participantes ont deux statuts. Certaines sont devenues professionnelles, et pour certaines avant la création de ce circuit, mais de nombreuses amateures prennent également part aux tournois sans toutefois pouvoir recevoir le montant des gains en raison de leur statut.
| Participantes      | Participantes    | Participantes    | Participantes       | Participantes    |
| Professionnelles   | Professionnelles | Professionnelles | Professionnelles    | Professionnelles |
| ------------------ | ---------------- | ---------------- | ------------------- | ---------------- |
| Lynn Adams         | Amy Alcott       | Myra Blackwelder | Pat Bradley         | JoAnne Carner    |
| Carole Charbonnier | Judy Clark       | Janet Coles      | Beth Daniel         | Dale Eggeling    |
| Vicki Fergon       | Dot Germain      | Sandra Haynie    | Lauren Howe         | Juli Inkster     |
| Christa Johnson    | Rosie Jones      | Jane Lock        | Nancy Lopez         | Debbie Massey    |
| Alice Miller       | Cathy Morse      | Barbara Moxness  | Lenore Muraoka      | Ayako Okamoto    |
| Anne-Marie Palli   | Lauri Peterson   | Kathy Postlewait | Alexandra Reinhardt | Alice Ritzman    |
| Patti Rizzo        | Patty Sheehan    | Sandra Spuzich   | Hollis Stacy        | Jan Stephenson   |
| Vicki Tabor        | Jo Ann Washam    | Donna White      | Kathy Whitworth     |                  |

## Classements saison 1983

### Tableau des gains («Money list»)
Le tableau ci-dessous est le classement des golfeuses par gains obtenus sur cette saison 1983. Le classement par gains est remporté par JoAnne Carner avec 291 402 $ remportés.
| Cla. | Golfeuses       | Gains     | Victoires |
| ---- | --------------- | --------- | --------- |
| 1    | JoAnne Carner   | 291 402 $ |           |
| 2    | Patty Sheehan   | 250 396 $ |           |
| 3    | Pat Bradley     | 240 205 $ |           |
| 4    | Jan Stephenson  | 193 360 $ |           |
| 5    | Kathy Whitworth | 191 489 $ |           |
| 6    | Beth Daniel     | 167 400 $ |           |
| 7    | Alice Miller    | 157 316 $ |           |
| 8    | Amy Alcott      | 153 797 $ |           |
| 9    | Hollis Stacy    | 149 122 $ |           |
| 10   | Ayako Ohamoto   | 131 015 $ |           |
| 11   | Donna White     | 124 497 $ |           |
| 12   | Janet Coles     | 110 907 $ |           |
| 13   | Sandra Haynie   | 108 134 $ |           |
| 14   | Betsy King      | 94 761 $  |           |
| 15   | Nancy Lopez     | 108 134 $ |           |

### Trophée Vare («Vare Trophy»)
Le tableau ci-dessous est le classement des golfeuses par scores les plus bas sur cette saison 1983.
| Cla. | Golfeuses     | Moyenne |
| ---- | ------------- | ------- |
| 1    | JoAnne Carner |         |